# Santander megye
Santander Kolumbia egyik megyéje. Az ország középső részétől északra terül el. Székhelye Bucaramanga.

## Földrajz
Az ország közepétől északra elterülő megye északon Cesar, északkeleten Észak-Santander, délen Boyacá, nyugaton pedig Antioquia és Bolívar megyékkel határos.

## Gazdaság
Legfontosabb termesztett növényei a cukornád, az olajpálma, az ananász (amiből az országos termelés 40%-át adja), a banán, a mandarin, a manióka, a krumpli, a paradicsom és a sarjadékhagyma. Iparából kimagaslik az olajfinomítás, de jelentős még a hús- és halfeldolgozó-, valamint a malomipar is.

## Népesség
Ahogy egész Kolumbiában, a népesség növekedése Santander megyében is gyors, ezt szemlélteti az alábbi táblázat:
| Év             | Lakosság  |
| -------------- | --------- |
| 1985           | 913 491   |
| 1993           | 1 589 688 |
| 2005           | 1 957 789 |
| 2012 (becsült) | 2 040 932 |